# بوخنفر
بوخنفر یک منطقهٔ مسکونی در الجزایر است که در ناحیه ثنیه واقع شده‌است. بوخنفر ۳٫۶ کیلومتر مربع مساحت دارد ۴۵۰ متر بالاتر از سطح دریا واقع شده‌است.